# Верхојански рејон
Верхојански рејон или Верхојански улус (рус. Верхоянский район) је један од 34 рејона Републике Јакутије у Руској Федерацији. Налази се у поларном подручју на сјеверу Јакутије и заузима површину од 134.100 км². 
Јужни и централни дио рејона заузима Јанска висораван, на сјеверозападу је гребен Кулари, на истоку је планински вјенци Черских планина. Рејон наводњава ријека Јана са њеним притокама. Клима је субполарна и континентална. Просјечна јануарска температура је -38°C. Најнижа температура ван Антарктика забележен је у управо овдје у рејону Верхојанску (-67,8°C) у фебруару 1892.
Административни центар рејона је насеље Батагај (рус. Батагай). 
Укупан број становника рејона је 11.765 (2010). Већину становништва чине Јакути (70%), те Руси и мањи број других.